# アメリカ交響楽
『アメリカ交響楽』（あめりかこうきょうがく、Rhapsody in Blue）は1945年のアメリカの映画作品で、ジョージ・ガーシュインの伝記映画。出演はロバート・アルダ、ジョーン・レスリー、アレクシス・スミス、チャールズ・コバーンなど。

## キャスト
- ジョージ・ガーシュイン：ロバート・アルダ
- ジュリー・アダムズ：ジョーン・レスリー
- クリスティーン・ギルバート：アレクシス・スミス
- マックス・ドレイフス：チャールズ・コバーン
- リー・ガーシュイン：ジュリー・ビショップ
- ローズ・ガーシュイン：ローズマリー・デ・キャンプ
- オスカー・レヴァント：本人
- アル・ジョルソン：本人
- ヘイゼル・スコット：本人
- アイラ・ガーシュウィン：ハーバート・ラドリー
- 少年時代のジョージ・ガーシュイン：ミッキー・ロス
- 少年時代のアイラ・ガーシュウィン：ダリル・ヒックマン

## スタッフ
- 監督：アーヴィング・ラパー
- 製作：ジェシー・L・ラスキー
- 原作：ソニア・レヴィン
- 脚本：ハワード・コッチ、エリオット・ポール
- 撮影：メリット・B・ガースタッド、アーネスト・ホーラー、ソル・ポリート
- 編集：フォルマー・ブラングステッド
- 音楽：ジョージ・ガーシュイン、マックス・スタイナー、レイ・ハインドーフ